# Marcelinho Leite
Marcelo Leite Pereira, mais conhecido como Marcelinho Leite, ou simplesmente Marcelinho (Rio de Janeiro, 22 de junho de 1987), é um ex-futebolista brasileiro que atuava como atacante e meia. 

## Carreira

### Categorias de base do Flamengo
No início da década de 2000, Marcelinho era uma das grandes promessas do Flamengo Sub-17, ao lado de Renato Augusto e Bruno Mezenga.

### Clubes
Marcelinho não começou sua carreira em seu país natal (Brasil), começou no futebol espanhol. Após uma volta ao futebol brasileiro, foi contrato pelo Kalamata da Segunda Divisão Grega. Em 2009 chegou ao Skoda Xanthi, clube que teve uma excelente passagem até 2013. Depois de atuar com pouco destaque no Baniyas e na Serie B italiana pelo Calcio Catania, retornou para o futebol grego na janela de inverno de 2015 para o Atromitos.

### Atromitos
Com contrato de 18 meses, Marcelinho começou muito bem a segunda metade do Campeonato Grego de 2015, com sete presenças e quatro gols, incluindo sobre Olympiakos e Panathinaikos.

### Delhi Dynamos
Marcelinho jogou com a braçadeira do "Golden Boot", prêmio que foi entregue no fim do torneio ao jogador que mais se destacar. O carioca liderou a disputa: foi artilheiro, líder de assistências e em número de minutos jogados. Marcou um golaço no duelo com o FC Goa, time dirigido por Zico.

### Avaí
Após obter grande destaque no Delhi Dynamos da Índia, onde disputou a Superliga Indiana de 2016, foi anunciado como reforço pela diretoria do Avaí, para disputar o Brasileirão 2017 - Série A.

Estou muito feliz com essa confiança que o treinador e o presidente estão depositando em mim. Eu vou chegar na pré-temporada e trabalhar o mais forte possível para estar pronto logo. Tenho certeza que vou arrebentar e que o Avaí vai ter um ano vitorioso— Disse Marcelinho em sua chegada ao Avaí
Marcelinho foi apresentado oficialmente pelo Avaí Futebol Clube no dia 27 de janeiro de 2017.
No dia 5 de junho de 2017, Marcelinho e Avaí rescindiram o contrato, de forma amigável, pois Marcelinho havia disputado apenas 7 jogos, e apenas 5 oficial, válidos pela Primeira Liga de 2017 e Campeonato Catarinense de 2017.

## Títulos
Avaí
- Taça Atlético Nacional de Medellín (turno do Campeonato Catarinense especial 2017): 2017
- Vice-Campeonato Catarinense: 2017

### Prêmios individuais
- Artilheiro da Superliga Indiana de 2016 (10 gols)[6]